# Акберда
Акберда́ (рос. Акберда, башк. Аҡбирҙе) — присілок у складі Альшеєвського району Башкортостану, Росія. Входить до складу Ібраєвської сільської ради.
Населення — 73 особи (2010; 81 в 2002).
Національний склад:
- башкири — 100 %